# Depois do Adeus
Depois do Adeus é uma série de televisão portuguesa do género dramático histórico produzida pela SP Televisão e exibida em 2013.

## Sinopse
A série segue a história de Álvaro e de Maria do Carmo Mendonça, e dos seus filhos, Ana e João, que após o 25 de abril, e com a escalada de violência em Angola, por altura da guerra civil, embarcam rumo a Portugal na Europa, juntamente com quinhentas mil pessoas, sendo obrigados a deixar tudo o que conquistaram ao longo da vida para trás.

## Elenco
| Ator/Atriz           | Personagem               |
| -------------------- | ------------------------ |
| Ana Nave             | Maria do Carmo Mendonça  |
| José Carlos Garcia   | Álvaro Mendonça          |
| Catarina Wallenstein | Ana Maria Mendonça       |
| João Arrais          | João Mendonça            |
| Fátima Belo          | Natália Mendonça Cardoso |
| António Cordeiro     | Joaquim Cardoso          |
| Joana de Verona      | Luísa Cardoso            |
| João Jesus           | Pedro Cardoso            |
| Tomás Alves          | Gonçalo Cunha Pereira    |
| Sara Salgado         | Catarina Cunha Pereria   |
| José Mata            | Afonso Cunha Pereira     |
| Cucha Carvalheiro    | Cidália Figueiredo       |
| António Capelo       | Artur Figueiredo         |
| Paulo Pascoal        | Filipe Perdigão          |
| Mafalda Vilhena      | Joana Moreira            |
| João Reis            | Daniel Moreira           |
| João Baptista        | Jorge Moreira            |
| Ana Padrão           | Teresa Castro            |
| Miguel Borges        | Manuel Machado           |
| Dinarte Branco       | Sílvio Palma             |
| João Sá Nogueira     | Fernando Esteves         |
| Sandra Faleiro       | Odete Barbosa            |
| João Maria Maneira   | Paulo Barbosa            |
| António Fonseca      | Casimiro Marques         |
| Joaquim Nicolau      | Carlos Costa             |
| António Raminhos     | Camilo Rocha             |
| Diogo Infante        | Victor Castro            |
| Rodrigo Saraiva      | Jacinto Sousa            |
| Paulo Patricio       | Chico                    |

### Elenco adicional
- Isabel Leitão - Lurdes
- Rita Cruz
- Fernando Côrte Real - Duarte
- Madalena Brandão - Rita
- Alexandra Sargento
- Cátia Ribeiro
- Carlos Nóbrega - João
- Amélia Videira - Adelaide
- Bruno Schiappa
- Helena Falé
- Lígia Roque - Helena
- Luís Lucas - Guilherme
- Nuno Nunes
- Luís Barros - Bancário
- Vítor Andrade - José Miguel
- Rogério Vieira - Abílio
- Rui Melo - Amparo
- Ana Ribeiro
- Filomena Cautela
- Ricardo Gageiro
- João Villas-Boas
- José Martins - Locução
- Rute Cardoso
- André Albuquerque
- Bruno Ambrósio
- Afonso Lagarto
- André Levy
- António Pedro Lima
- Adérito Lopes - Funcionário
- Inês Nogueira
- Bruno Simões (†) - Manuel
- Carlos António
- Catarina Guerreiro
- Carlos Santos (†) - Retornado
- Américo Silva
- Estevâo Antunes
- Rui de Sá - Dr. Ávila
- João Ferrador
- Diogo Gama
- Carla Gomes
- João Meireles
- Jorge Parente
- Manuel Pureza
- David Santos
- Ery Santos - Justino
- Francisco Costa
- Helder Gamboa
- Cleonise Malulo
- Hélder Bugios
- Rita Tristão da Silva
- Joaquim Guerreiro
- Manuel Lourenço - Bancário
- José Neto
- Tónan Quito
- Luís Miguel Simões
- Manuel Geada
- Nuno Machado
- João Pedro Santos
- Ivo Alexandre - Motorista
- José António Alves - Zeca
- Telmo Bento
- Sílvia Figueiredo
- Martim Barbeiro
- João Cardoso
- Bruno Ferreira - Locução
- Nádia Santos
- Rui Santos - Locução
- Victor Gonçalves
- Rui Sérgio
- Sílvia Marques - Preciosa
- Tomás Patinha
- Rui Cavaleiro
- Telmo Ramalho
- Luís Romão
- Júlio Salgado
- Pedro Matos
- Bebé Alexandre-Salvador Dias

## Episódios
| #  | Título                                                           | Exibição em Portugal    | Audiência    | Audiência | Audiência |
| #  | Título                                                           | Exibição em Portugal    | Espectadores | Share     | Rating    |
| -- | ---------------------------------------------------------------- | ----------------------- | ------------ | --------- | --------- |
| 1  | "O Fim - 18 de julho de 1975"                                    | 19 de janeiro de 2013   | 465 500      | 10,6%     | 4,9%      |
| 2  | "A balbúrdia - 25 e 26 de julho de 1975"                         | 26 de janeiro de 2013   | 380 000      | 8,8%      | 4%        |
| 3  | "Entre o desespero e a esperança - 31 de julho de 1975"          | 2 de fevereiro de 2013  | 399 000      | 9%        | 4,2%      |
| 4  | "Mais uma mudança - 7 e 8 de agosto de 1975"                     | 10 de fevereiro de 2013 | 361 000      | 7,2%      | 3,8%      |
| 5  | "Zangas em família - 14 e 15 de agosto de 1975"                  | 17 de fevereiro de 2017 | 370 500      | 7,5%      | 3,9%      |
| 6  | "Um novo desafio - 18, 19 e 20 de agosto de 1975"                | 24 de fevereiro de 2013 | 437 000      | 9,1%      | 4,6%      |
| 7  | "Fomos Abandonados - 1, 2 e 3 de setembro de 1975"               | 3 de março de 2013      | 351 500      | 7,1%      | 3,7%      |
| 8  | "Lar doce lar - 19, 20, 21 de setembro de 1975"                  | 10 de março de 2013     | 408 500      | 8,2%      | 4,3%      |
| 9  | "A ferro e fogo - de 25 a 29 de setembro de 1975"                | 17 de março de 2013     | 437 000      | 8,7%      | 4,6%      |
| 10 | "Remar contra a maré - 10 e 11 de outubro de 1975"               | 24 de março de 2013     | 437 000      | 8,7%      | 4,6%      |
| 11 | "O pão que o diabo amassou - 24, 25 e 26 de outubro de 1975"     | 31 de março de 2013     | 380 000      | 8,1%      | 4%        |
| 12 | "É apenas fumaça! - de 9 a 13 de novembro de 1975"               | 7 de abril de 2013      | 370 500      | 7,2%      | 3,9%      |
| 13 | "Governo em greve - de 20 a 23 de novembro de 1975"              | 14 de abril de 2013     | 351 500      | 7%        | 3,7%      |
| 14 | "Golpes e contragolpes - de 24 a 26 de dezembro de 1975"         | 21 de abril de 2013     | 342 000      | 7,1%      | 3,6%      |
| 15 | "Processo revolucionário em pausa - novembro / dezembro de 1975" | 28 de abril de 2013     | 503 500      | 9,7%      | 5,3%      |
| 16 | "Ouvem-se os sinos tocar - 23 e 24 de dezembro de 1975"          | 5 de maio de 2013       | 408 500      | 8,6%      | 4,3%      |
| 17 | "Ano novo, vida nova - 1 a 3 de janeiro de 1976"                 | 12 de maio de 2013      | 437 000      | 9,3%      | 4,6%      |
| 18 | "O regresso - 20 e 21 de janeiro de 1976"                        | 19 de maio de 2013      | 275 500      | 5,3%      | 2,9%      |
| 19 | "Notícias inesperadas - 19 e 20 de fevereiro de 1976"            | 26 de maio de 2013      | 389 500      | 7,6%      | 4,1%      |
| 20 | "Em maus lençóis - 5 a 8 de março de 1976"                       | 2 de junho de 2013      | 361 000      | 7,4%      | 3,8%      |
| 21 | "Dúvidas - 18 a 20 de março de 1976"                             | 9 de junho de 2013      | 313 500      | 6,7%      | 3,3%      |
| 22 | "Segredos do passado - 23, 24, 25 e 26 de abril de 1976"         | 16 de junho de 2013     | 380 000      | 7,6%      | 4%        |
| 23 | "Ajuste de contas - 11, 12 e 13 de maio de 1976"                 | 30 de junho de 2013     | 332 500      | 8,1%      | 3,5%      |
| 24 | "Acusações - 9, 10 e 11 de junho de 1976"                        | 7 de julho de 2013      | 294 500      | 8,1%      | 3,1%      |
| 25 | "Um novo caminho - 27 a 29 de junho de 1976"                     | 14 de julho de 2013     | 361 000      | 8,3%      | 3,8%      |
| 26 | "Começar de novo - 14 a 26 julho de 1976"                        | 28 de julho de 2013     | 304 000      | 6,8%      | 3,2%      |